# Вокшерино (Рыбинский район)
Вокше́рино — деревня Шашковского сельского округа в Назаровском сельском поселении Рыбинского района Ярославской области.
Деревня расположена с южной стороны автомобильной дороги Рыбинск-Тутаев (по левому берегу) в междуречье Малой Колокши и Колокша. С этой же стороны дороги на 1 км дальше от Рыбинска — деревня Дёмино, а к востоку и юго-востоку — лыжный стадион и сооружения досугово-спортивного центра. Ближайший сосед в сторону Рыбинска — Тимново, которое расположено с другой стороны дороги.
В окрестностях деревни находятся археологические памятники: на юг — «Усть-Колокша» (Стоянка 2), стоянка VII—V тысячелетия до н. э., а на восток — Стоянка 3, II тысячелетия до н. э. .
На 1 января 2007 года в деревне числилось 6 постоянных жителей. Почтовое отделение Ераково обслуживает в деревне Вокшерино 19 домов.